# Флокк
Флокк (др.-сканд. Flokkr) — форма хвалебной песни в скандинавской скальдической поэзии, представляющая собой цикл вис, связанных одной темой, и отличавшаяся от драпы отсутствием строгой структуры деления на отдельные разделы-фрагменты (стефьябалкар), отделённые друг от друга стевом (разновидностью рефрена или припева, известного ещё со времён эддической поэзии); стева как такового в них не было. В качестве метра для написания флокков использовался дротткветт. Флокк мог возносить хвалу вождям или ярлам, но не конунгам, поэтому обычно считается менее значительным и торжественным произведением, нежели драпа. В одной из легенд рассказывается, что когда скальд Торарин Ловтунга по глупости исполнил флокк перед королём Кнудом Великим, то был приговорён к смертной казни за оскорбление величества, но позднее был помилован, исполнив вместо флокка драпу вместе с декламацией стева.
Большинство произведений этого жанра посвящены восхвалению великих людей, однако строгих ограничений по тематике не существовало: флокк мог быть посвящён, например, поэтическим воспоминаниям о путешествии в языческий Вестергётланд («Austrfararvísur» Сигвата Тордссона) или изгнанию сверхъестественного существа («Selkolluvísur» Эйнара Глиссона).